# Abraham Loeb
Abraham "Avi" Loeb (en hebreu: אברהם (אבי) לייב; nascut el 26 de febrer de 1962) és un físic teòric israelià-nord-americà que treballa en astrofísica i cosmologia. Loeb és el Frank B. Baird Jr. Professor of Science a la Universitat Harvard, on des de 2007 és director de l'Institut de Teoria i Computació del Centre d'Astrofísica. Va presidir el Departament d'Astronomia del 2011 al 2020 i va fundar la Iniciativa del forat negre el 2016.
Loeb és membre de l'Acadèmia Americana d'Arts i Ciències, la Societat Americana de Física i l'Acadèmia Internacional d'Astronàutica. L'any 2015, va ser nomenat director de teoria de la ciència de les Breakthrough Initiatives de la Breakthrough Prize Foundation.
Loeb ha publicat llibres de divulgació científica com Extraterrestrial: The First Sign of Intelligent Life Beyond Earth (2021) i Interstellar: The Search for Extraterrestrial Life and Our Future in the Stars (2023).
El 2018, va suggerir que una nau espacial extraterrestre podria estar al Sistema Solar, utilitzant ʻOumuamua' com a exemple. El 2023, va afirmar haver recuperat material d'un meteor interestel·lar que podria ser l'evidència d'una nau alienígena, afirma que alguns experts van criticar com a precipitats i sensacionals.
L'any 2021 va fundar el Projecte Galileu (The Galileo Project), una iniciativa  de recerca científica que té l'objectiu de trobar evidències de tecnologia extraterrestre a la Terra o als seus voltants, així com identificar-ne la naturalesa dels anomenats fenòmens aeris no identificats (UAP).